# Bouillon Todd Hewitt
Le milieu Todd-Hewitt est un bouillon d'enrichissement. Souvent utilisé pour enrichir les frottis génitaux, iI permet la mise en évidence les différents groupes de streptocoques, mais plus particulièrement le streptocoque du groupe B (Lancfield) chez la femme enceinte. En effet cette bactérie peut avoir des effets désastreux chez le nouveau-né infecté verticalement. Celui-ci peut developper une septicémie, une méningite ou d'autres infections à streptococque agalactiae.